# Mother Focus
Mother Focus è il quinto album in studio del gruppo progressive rock olandese Focus, pubblicato nel 1975.

## Tracce
Side 1
1. Mother Focus (Jan Akkerman, Bert Ruiter, Thijs van Leer) – 3:03
2. I Need a Bathroom (Ruiter) – 3:02
3. Bennie Helder (van Leer) – 3:31
4. Soft Vanilla (Ruiter) – 3:00
5. Hard Vanilla (Ruiter) – 2:35
6. Tropical Bird (Ruiter) – 2:42

Side 2
1. Focus IV (van Leer) – 3:55
2. Someone's Crying . . . What? (Akkerman) – 3:18
3. All Together . . . Oh, That! (Akkerman) – 3:40
4. No Hang Ups (Paul Stoppelman) – 2:54
5. My Sweetheart (Akkerman, van Leer) – 3:35
6. Father Bach (van Leer) – 1:30

## Formazione
- Thijs van Leer – tastiere, flauto, voce (Mother Focus)
- Jan Akkerman – chitarre
- Bert Ruiter – basso, voce (I Need a Bathroom)
- David Kemper – batteria
- Colin Allen – batteria (I Need a Bathroom)